# Composé perfluoré

Pentafluorophénol, un composé perfluoré.

Un composé perfluoré (PFC, pour l'anglais perfluorinated compound) est un composé organofluoré contenant des chaînes alkyle (C-C), ainsi que des atomes de fluor et d'autres hétéroatomes. C'est la présence de fluorocarbures (contenant uniquement des liaisons C–F et C–C) et des différents groupes fonctionnels que les propriétés des PFC proviennent. Les groupes fonctionnels les plus courants dans les PFC sont OH, CO2H, Cl, O et SO3H.
L'électrofluoration est la méthode de production la plus utilisée.
Les perfluoroalcanes sont chimiquement stables et sont capables de rester longtemps dans notre atmosphère. Cela cause une bioaccumulation dans l'environnement. Étant suspectés de participer au changement climatique, ils ont été réglementés par le protocole de Kyoto. Certains tensioactifs fluorés (PFAS) se sont avérés toxiques dans les tests sur les animaux mais cela n'empêche pas les applications industrielles à grande échelle de continuer.

## Applications
Les composés perfluorés sont présents dans de nombreux domaines : par exemple, les tensioactifs fluorés sont largement utilisés dans la production de Téflon et de polymères fluorés apparentés. Ils confèrent aux tissus à la fois une hydrophobicité et une résistance aux taches. Ce sont également des composants de la mousse anti-incendie. Les tensioactifs fluorés réduisent la tension superficielle en se concentrant à l'interface liquide-air en raison de la lipophobicité des polyfluorocarbures.
Les chlorofluorocarbures ont été utilisés par le passé comme réfrigirant (Fréon) jusqu'à ce qu'ils soient impliqués dans la destruction de la couche d'ozone.

## Production
Une méthode de production couramment utilisée dans l'industrie est l'électrofluoration.

### Halogénures d'alkyle perfluorés
- Trifluoroiodométhane, un agent alkylant.
- Iodure de pentafluoroéthyle, un agent alkylant.
- Bromure de perfluorooctyle, ou perflubron, un produit de contraste pour l'imagerie par résonance magnétique (IRM), la tomodensitométrie (CT) et l'échographie ; fluide également utilisé dans la ventilation liquide.
- Dichlorodifluorométhane, un réfrigérant.

### Perfluoroalcènes
- Tétrafluoroéthylène, précurseur du polytétrafluoroéthylène (PTFE).
- Chlorotrifluoroéthylène, réfrigérant et précurseur du polychlorotrifluoroéthylène (PCTFE).
- Dichlorodifluoroéthylène (trois isomères).

### Perfluoroéthers et époxydes
- Oxyde d'hexafluoropropylène, précurseur du perfluorométhylvinyléther (CF2=CFOCF3), monomère précurseur du Krytox, un polyéther utilisé dans des huiles et graisses spéciales.

### Alcools perfluorés
- Pentafluorophénol, un acide modérément fort.

Les alcools primaires et secondaires étant perfluorés sont instables à cause de la déshydrofluoration.

### Perfluoroamines
- La perfluorotripentylamine (et ses dérivés apparentés) se trouve dans Fluorinert, les liquides de refroidissement électroniques.

### Perfluorocétones
- Hexafluoroacétone, un élément constitutif de la chimie des organofluorés.

### Acides perfluorocarboxyliques
- Acide trifluoroacétique, un acide modérément fort utile en chimie organique.
- Acide heptafluorobutyrique, un acide modérément fort utile en chimie organique et analytique.
- Acide pentafluorobenzoïque, un acide modérément fort d'intérêt dans la communauté de la recherche.
- Acide perfluorooctanoïque (PFOA), un tensioactif utilisé pour fabriquer des fluoropolymères tels que le polytétrafluoroéthylène.
- Acide perfluorononanoïque (PFNA), un tensioactif dans la polymérisation en émulsion de fluoropolymères, comme le PFOA.

### Perfluoronitriles et isonitriles
- Trifluorométhylisocyanure, l'isonitrile perfluoré le plus simple.
- Trifluorométhylacétonitrile, le nitrile perfluoré le plus simple.

### Acides perfluorosulfoniques et dérivés apparentés
- Acide triflique, un acide fort ayant plusieurs utilités.
- Acide perfluorobutanesulfonique (PFBS), utilisé en remplacement du SPFO dans le Scotchgard reformulé de 3M.
- Perfluorobutane sulfonamide (FBSA), dérivé sulfonamide du PFBS.
- Fluorure de perfluorooctanesulfonyle (POSF), précurseur des composés à base de PFOS.
- Perfluorooctanesulfonamide (PFOSA), utilisé dans la formulation Scotchgard de 3M.
- Acide perfluorooctanesulfonique (PFOS), utilisé dans l'industrie des semi-conducteurs, l'ancienne formulation Scotchgard de 3M et l'ancien mélange de mousse anti-incendie de 3M.

### Borates d'aryle perfluorés
- Na[B(C6F5)4], sel d'un anion faiblement coordinant.

## Préoccupations environnementales et sanitaires
L'utilisation de perfluoroalcanes est sujet à de nombreuses inquétudes concernant l'environnement et la santé. La grande stabilité des composés perfluorés est un avantage du point de vue des applications mais pose également un problème environnemental et sanitaire.